# Frank Nelson Blanchard
Frank Nelson Blanchard  (Stoneham, Massachusetts, 19 de dezembro de 1888 – 21 de setembro de 1937) foi  herpetologista norteamericano.
1. ↑  Gloyd, Howard K. (1940). «Frank Nelson Blanchard, Scholar and Teacher». Herpetologica (8): 197–211. ISSN 0018-0831. Consultado em 18 de janeiro de 2021